# Владимирский, Николай Николаевич
Николай Николаевич Владимирский (1916 — ?) — советский инженер, участник советского атомного проекта, лауреат Сталинской премии 3-й степени (1953).

## Биография
Родился 9 февраля 1916 года[по какому календарю?] в деревне Васильевщина Старорусского уезда Новгородской губернии.
Окончил Ленинградский политехнический институт (1939), инженер-электрик.
В 1939—1949 годах — инженер НИИ в Ленинграде, затем в Москве. С 1950 года работал на заводе «Электрохимприбор» (завод № 118), в 1951—1955 годах был начальником цеха по производству изотопов. Под его руководством были разделены изотопы урана на установке СУ-20, освоен выпуск новых видов изделий.
В 1955 году был командирован в распоряжение Министерства среднего машиностроения СССР; работал в ФЭИ (Обнинск), начальник КБ отдела.
Лауреат Сталинской премии 3-й степени (1953) — за разработку и внедрение в промышленность электромагнитного метода разделения изотопов и получение этим методом лития-6. Награждён медалью «За трудовую доблесть».